# 天飛華音
天飛 華音（あまと かのん、2月9日 - ）は、宝塚歌劇団星組に所属する男役スター。
鹿児島県鹿児島市、市立吉野中学校出身。身長171cm。愛称は「カノン」。

## 来歴
2014年、宝塚音楽学校入学。
2016年、音楽学校卒業後、宝塚歌劇団に102期生として次席入団。星組公演「こうもり／THE ENTERTAINER!」で初舞台。その後、星組に配属。
2019年、紅ゆずる・綺咲愛里トップコンビ退団公演となる「GOD OF STARS」で、新人公演初主演。その後も3度に渡って新人公演主演を務める。
2023年の「My Last Joke」でバウホール公演初主演。

## 人物
両親が宝塚ファンで、小学生時代に鹿児島から宝塚市へ一家で訪れ、月組公演「バラの国の王子」を観劇。元々ダンスを習っていたこともあり、宝塚受験を瞬時に決意。両親も賛成して背中を押してくれた。その後は学校の長期休みのたびに宝塚観劇に連れて行ってもらい、憧れをエネルギーに変えて、音楽学校に一発合格した。
同期で同郷の彩海せらは、同じミュージックスクールの出身であり、奇しくも同時期に2人続けて新人公演の主演を務めることとなった。

## 主な舞台

### 初舞台
- 2016年3 - 4月、星組『こうもり』『THE ENTERTAINER!』（宝塚大劇場）

### 星組時代
- 2016年5 - 6月、『こうもり』『THE ENTERTAINER!』（東京宝塚劇場）
- 2016年8 - 11月、『桜華に舞え』 - 村田岩熊『ロマンス!! (Romance)』
- 2017年3 - 6月、『THE SCARLET PIMPERNEL（スカーレット ピンパーネル）』 - 新人公演：ベン（本役：天華えま）
- 2017年7 - 8月、『阿弖流為-ATERUI-』（ドラマシティ・日本青年館） - 阿奴志己[5]
- 2017年9 - 12月、『ベルリン、わが愛』 - 新人公演：ロルフ・シェレンベルク（本役：瀬央ゆりあ）『Bouqduet de TAKARAZUKA（ブーケ ド タカラヅカ）』
- 2018年2月、『ドクトル・ジバゴ』（ドラマシティ・TBS赤坂ACTシアター） - 号外売り
- 2018年4 - 7月、『ANOTHER WORLD』 - 新人公演：徳三郎（本役：礼真琴）『Killer Rouge（キラー ルージュ）』[3][5]
- 2018年8 - 11月、『Thunderbolt Fantasy（サンダーボルトファンタジー）東離劍遊紀（とうりけんゆうき）』『Killer Rouge／星秀☆煌紅』（梅田芸術劇場・日本青年館・國家戯劇院・高雄市文化中心至徳堂）[3][5]
- 2019年1 - 3月、『霧深きエルベのほとり』 - ヨーニー、新人公演：トビアス（本役：七海ひろき）『ESTRELLAS（エストレ―ジャス）〜星たち〜』
- 2019年5月、『アルジェの男』 - ピエール『ESTRELLAS（エストレ―ジャス）〜星たち〜』（全国ツアー）
- 2019年7 - 10月、『GOD OF STARS -食聖-』 - Canon、新人公演：ホン・シンシン／紅孩児（本役：紅ゆずる）『Éclair Brillant（エクレール ブリアン）』 新人公演初主演[7][8]
- 2019年11 - 12月、『龍の宮（たつのみや）物語』（バウホール） - 火遠理[2]
- 2020年2 - 3月、『眩耀（げんよう）の谷〜舞い降りた新星〜』 - テイジ、新人公演：謎の男（本役：瀬央ゆりあ）『Ray-星の光線-』（宝塚大劇場）
- 2020年7 - 9月、『眩耀（げんよう）の谷〜舞い降りた新星〜』 - テイジ『Ray-星の光線-』（東京宝塚劇場）
- 2020年11月、『エル・アルコン-鷹-』 - キャプテン・ブラック『Ray-星の光線-』（梅田芸術劇場）
- 2021年2 - 3月、『ロミオとジュリエット』（宝塚大劇場）[注釈 1]
- 2021年4 - 5月、『ロミオとジュリエット』（東京宝塚劇場）
- 2021年7月、『マノン』（バウホール・KAAT神奈川芸術劇場） - レスコー
- 2021年9 - 12月、『柳生忍法帖』 - 多聞坊、新人公演：柳生十兵衛（本役：礼真琴）『モアー・ダンディズム!』 新人公演主演[12][8]
- 2022年2月、『王家に捧ぐ歌』（御園座） - メレルカ
- 2022年4 - 5月、『めぐり会いは再び next generation-真夜中の依頼人（ミッドナイト・ガールフレンド）-』 - ルベル『Gran Cantante（グラン カンタンテ）!!』（宝塚大劇場）
- 2022年6 - 7月、『めぐり会いは再び next generation-真夜中の依頼人（ミッドナイト・ガールフレンド）-』 - ルベル、新人公演：レグルス・バートル（本役：瀬央ゆりあ）『Gran Cantante（グラン カンタンテ）!!』（東京宝塚劇場）
- 2022年9月、『ベアタ・ベアトリクス』（バウホール） - ジョン・エヴァレット・ミレイ[13]
- 2022年11 - 2023年2月、『ディミトリ〜曙光に散る、紫の花〜』 - ムルマン、新人公演：ディミトリ（本役：礼真琴）『JAGUAR BEAT-ジャガービート-』 新人公演主演[8][9]
- 2023年3 - 4月、『バレンシアの熱い花』 - ドン・ファン・カルデロ『パッション・ダムール・アゲイン!』（全国ツアー）
- 2023年6 - 8月、『1789-バスティーユの恋人たち-』 - ハンス・アクセル・フォン・フェルゼン伯爵
- 2023年10月、『My Last Joke-虚構に生きる-』（バウホール） - エドガー・アラン・ポー バウ初主演[10][11]
- 2024年1 - 4月、『RRR×TAKA"R"AZUKA〜√Bheem〜（アールアールアール バイ タカラヅカ〜ルートビーム〜）』 - ジャング『VIOLETOPIA（ヴィオレトピア）』
- 2024年6月、『夜明けの光芒』（ドラマシティ・東京建物 Brillia HALL） - ベントリー・ドラムル／闇[14]
- 2024年8 - 12月、『記憶にございません!』 - 野々宮万作『Tiara Azul-Destino-（ティアラ・アスール ディスティーノ）』[15]
- 2025年1月、『ANTHEM-アンセム-』（日本武道館）
- 2025年4 - 8月、『阿修羅城の瞳』 - 安倍毘沙門『エスペラント！』
- 2025年9 - 10月、『アレクサンダー』（宝塚バウホール・東京建物 Brillia HALL） - アレクサンダー	東上初主演[16]
- 2026年1 - 4月、『恋する天動説／DYNAMIC NOVA』

## 出演イベント
- 2022年6月、星組ミュージック・パフォーマンス『ten∞ten TIME』[17]

## 受賞歴
- 2022年、『阪急すみれ会パンジー賞』 - 新人賞[18]
- 2023年、『宝塚歌劇団年度賞』 - 2022年度新人賞[19]

## 広告
- 2025年、JR東海「推し旅」[20]